# A Whiter Shade of Pale
Singles de Procol Harum
Homburg
(1967)
Pistes de Procol Harum
Conquistador
A Whiter Shade of Pale est une chanson du groupe britannique Procol Harum, sortie en single en mai 1967.

## Histoire
A Whiter Shade of Pale, premier single de Procol Harum, atteint la première place du hit-parade dans de nombreux pays, au Royaume-Uni, en France, et reste l'une des chansons les plus connues du groupe. Selon une estimation réalisée pour la BBC, il s'agit de la chanson la plus diffusée dans les lieux publics britanniques durant la période 1934-2009.
Si elle n'apparaît pas sur l'édition britannique originale du premier album du groupe, Procol Harum, également sorti en 1967, elle est présente sur la version américaine, ainsi que sur la version CD.
Le texte comporte quatre couplets, mais seuls les deux premiers figurent sur l'enregistrement original. Le troisième couplet a pu être entendu lors de prestations scéniques de Procol Harum, tout comme le quatrième mais plus rarement. La première ligne du quatrième couplet, « If music be the food of love », cite la chanson d'Henry Purcell qui a aussi ces mots comme première ligne, qui elle-même cite Shakespeare.
A Whiter Shade of Pale était créditée à l'origine à Keith Reid (paroles) et Gary Brooker (musique). Une décision de justice en 2005 a reconnu que l'organiste Matthew Fisher avait également contribué à l'écriture de la musique, et devait être crédité comme coauteur de la chanson et recevoir une part des royalties liées (40 % des royalties futures, rien pour le passé car il n'avait jamais rien réclamé avant). Musicalement, la phrase d'orgue de la chanson s'inspire de deux pièces de Jean-Sébastien Bach, la sinfonia en fa majeur de la cantate Ich steh mit einem Fuß im Grabe (BWV 156) et la Suite pour orchestre no 3 en ré majeur (BWV 1068), mais contrairement à une croyance répandue, il ne s'agit pas d'une reprise note pour note de Bach.

## Musiciens
- Gary Brooker : chant, piano
- Matthew Fisher : orgue
- David Knights : basse
- Ray Royer : guitare
- Bill Eyden (en) : batterie[5]

## Composition

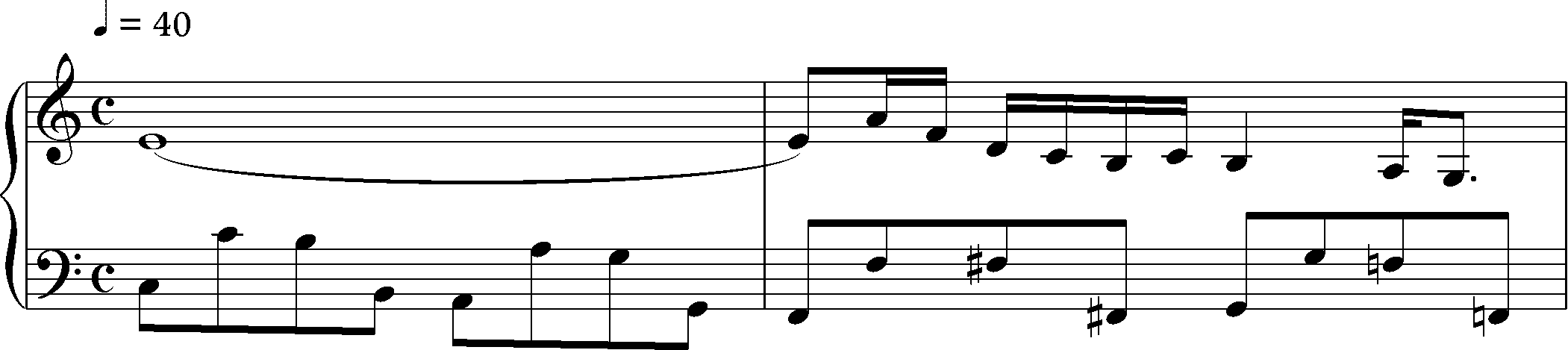
Suite no 3 de Bach, deuxième mouvement, mesures 1 et 2.

La composition est inspirée de l’Air sur la corde de sol, deuxième mouvement de l'Ouverture no 3 en ré majeur, BWV 1068 de Jean-Sébastien Bach.

## Reprises
A Whiter Shade of Pale a été reprise, dès 1967, par Alton Ellis sur l'album Sings Rock and Soul, par Pat Kelly, The Box Tops sur l'album The Letter/Neon Rainbow, par Giorgio Moroder et son Munich Machine en 1978 en version disco, puis par Annie Lennox dans l'album Medusa et par Black Label Society sur l'album Hangover Music Vol. IV, par Sarah Brightman et dans plusieurs albums de Bonnie Tyler, par David Lanz dans son album Cristofori's Dream, par la chanteuse allemande Doro dans son premier album solo Force majeure en 1989, par Percy Sledge, par Peter Gabriel à Boston en 1978 et l'on peut entendre cette version très décalée sur certains enregistrements non officiels , en français par le chanteur québécois Donald Lautrec (Le Jour du dernier jour) en 1967, par Nicoletta en 1973 (Les orgues d'antan), en allemand (Tränen im Gesicht), en italien par Dik Dik (Senza luce), en japonais par Angela Aki (Blue Shadow), en suédois (Då är hon åter lika blek), en espagnol (Con Su Blanca Palidez), en portugais (Ao Meu Lado Outra Vez), en finnois par Topmost (Merisairaat kasvot), en cambodgien par Sinn Sisamouth (Apart from Beloved Lover). Sans oublier la chanson de Bruna Giraldi : Soleil de Minuit.

## Utilisation dans d'autres œuvres

### Utilisation dans les films
- Life Lessons court métrage réalisé par Martin Scorsese pour le film New York Stories avec Nick Nolte et Rosanna Arquette.
- Breaking the Waves de Lars von Trier.
- Les Démons de Jésus de Bernie Bonvoisin.
- Traque sur Internet d'Irwin Winkler.
- Good Morning England de Richard Curtis.
- Les Cent Pas de Marco Tullio Giordana.
- Entre ciel et terre d'Oliver Stone.
- Oblivion de Joseph Kosinski.
- Gazon maudit de Josiane Balasko (dans la discothèque).
- Les Commitments d'Alan Parker (chantée par deux des acteurs).
- Memory de Michel Franco.
- Les Copains d'abord de Lawrence Kasdan.
- J'ai pas sommeil de Claire Denis.
- Memory de Michel Franco.

### Utilisation dans les séries télévisées
- Trou noir (épisode 16 de la saison 6) de Dr House : Hugh Laurie joue les premières mesures sur un orgue Hammond.
- Rocket boys / one small step (épisode 7 de la saison 6) de Cold Case : Affaires classées : en clôture.
- Le Dixième Royaume.